# Stevens Village (Alaska)
Stevens Village es un lugar designado por el censo ubicado en el Área censal de Yukón–Koyukuk en el estado estadounidense de Alaska. En el Censo de 2010 tenía una población de 78 habitantes y una densidad poblacional de 2,27 personas por km². Se encuentra a la orilla del curso medio del río Yukón.

## Geografía

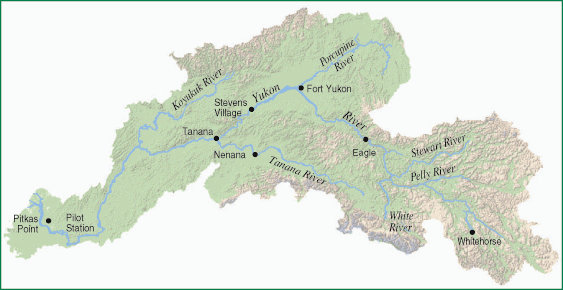
Mapa de la cuenca del río Yukón en el que aparece la ciudad de Stevens Village

Stevens Village se encuentra en las coordenadas 66°1′25″N 149°4′54″O / 66.02361, -149.08167. Según la Oficina del Censo de los Estados Unidos, Stevens Village tiene una superficie total de 34.41 km², de la cual 30.14 km² corresponden a tierra firme y (12.4%) 4.27 km² es agua.

## Demografía
Según el censo de 2010, había 78 personas residiendo en Stevens Village. La densidad de población era de 2,27 hab./km². De los 78 habitantes, Stevens Village estaba compuesto por el 6.41% blancos, el 1.28% eran afroamericanos, el 84.62% eran amerindios, el 0% eran asiáticos, el 0% eran isleños del Pacífico, el 1.28% eran de otras razas y el 6.41% pertenecían a dos o más razas. Del total de la población el 15.38% eran hispanos o latinos de cualquier raza.